# Ноатак (река)
Ноа́так (англ. Noatak River) — река на северо-западе Северной Америки. Протекает по территории штата Аляска (США).
Берёт начало на склонах хребта Брукса, на территории национального парка Гейтс-оф-те-Арктик и течёт преимущественно в западном направлении. Длина реки составляет около 684 км. Площадь её бассейна насчитывает 32 630 км². Впадает в залив Коцебу Чукотского моря. Всё течение реки находится к северу от полярного круга.
В течение полугода река покрыта льдом.